# دييغو كاتالان
دييغو كاتالان (بالإسبانية: Diego Catalán Menéndez-Pidal)‏ هو لغوي إسباني، ولد في 16 سبتمبر 1928 في مدريد في إسبانيا، وتوفي بنفس المكان في 9 أبريل 2008.